# 印刷通販
印刷通販（いんさつつうはん）は、インターネット上でオフセット印刷、あるいはオンデマンド印刷を発注できるインターネットサービスである。通販印刷、インターネット印刷ともいう。

## 特徴
ウェブ上で発注した後、印刷できるように作成したデータをユーザーからデータ送信・送付し、それを印刷し、ユーザーの指定先に宅配便で納品して完了する。少部数から対応しているケースが多く、大量には必要のないユーザーにも使いやすく、コストを抑えることができる。
印刷通販会社のサイトには、色数・紙質・体裁・部数・納期とともに価格が表示されているため、印刷にかかる費用が明確である。
全般的に一般の営業マンに発注するよりも安い金額に抑えられていることが多い。 ある程度の受注数を確保し、同じ版の中を埋めることでコストを抑えているため、用紙や体裁のバリエーションが限定されている。（ただし、一部例外もある）
主として印刷データ作成ソフトで作成されたデータを入稿する必要があるが、最近ではMicrosoft Officeデータでの入稿が可能な印刷会社が増えてきた。

## 歴史と背景
1990年代から、Macintoshなどによるパーソナルコンピュータで印刷物の原稿データを制作し、印刷物を作る過程で必要な製版フィルムを生産するサービス・ビューローという業態が首都圏を中心に増加しており、DTPによる印刷物制作の需要に応えていた。
サービスビューローは製版フィルムという中間生成物を生産する商売であり、データは当初光磁気ディスクなどの記録媒体で入稿されることがほとんどであった。当初印刷業界むけの商売であったが、デザイナーが自らサービスビューローに印刷原稿データを入稿し、製版フィルムを出力する、という行動が起こり、1990年後半には一般ユーザー向けにもサービスビューロー店の利用方法を解説する書籍が市販されるなど、印刷原稿データ出力サービスの一般化が始まっていた。
一方、地方の印刷業界では、印刷の仕事が集中する首都圏の印刷案件を受注するため、さまざまな試みが行われていたが、その一つとして、ユーザーから印刷原稿データを郵送または宅配便による送付をしてもらい、そのデータを元にして製版から印刷・断裁・梱包までを行い、出来あがった印刷物をユーザーに宅配便で返送するというサービスが2000年前後に発生した。これがのちに「印刷通販」とよばれるものである。
当初は「印刷通販」という業態を示す言葉はなく、それまでの製版フィルム入稿や版下入稿と区別するために「データ入稿サービス」とされていた。その意味では、現在一般の印刷受託業務で行われている入稿形態と変わらないが、製品の納品を印刷会社がするのではなく宅配便で行うことが異なる。
入稿形態は、2000年当初はサービスビューローと同様MOディスクなどの記録媒体送付が主であったが、一般の印刷受託業務と同様、CD-R、DVDなどより大容量の記録媒体が用いられるようになった。また、インターネットの普及に伴いオンライン入稿がされるようになり、2000年当初は先行していたサービスビューローでのオンライン入稿サービスに倣いFTPによるファイル転送で行われていたが、2012年現在ではHTTPによるファイル送信サービスをウェブサイトに設けてウェブブラウザで入稿できるタイプが主流となっている。インターネットによる入稿を前面に出して「インターネット印刷」と称する場合もあるが、印刷通販の中の一形態と言える。
注文方法は、当初はインターネットの普及率やeコマースの浸透度の低さから、FAXによる注文書式の送付や電話による受け付けが主であり、2000年代にインターネット上でのeコマースが普及するのに歩調を合わせて、インターネット上のオンラインサイトでウェブフォームによる注文ができる企業が増加した。近年では印刷通販サイトを新規に立ち上げるための専門ECパッケージを販売する企業もあるが、印刷会社としてはeコマースサイトの設置・運営にコストがかかることから、印刷通販が必ずしもインターネットで注文が完結するというわけではない。